# Prince Abdi
Prince Abdi (21 de julio de 1982) es un actor y comediante somalí nacionalizado británico. Es practicante del islamismo.

## Primeros años y estudios
Abdi nació en Somalia y emigró al Reino Unido con su familia en la década de 1980 cuando apenas tenía cuatro años. A partir de entonces fue criado en Brixton, Londres, donde asistió a la Escuela Secundaria de Walworth.
En su adolescencia, Abdi se probó en equipos profesionales de fútbol como el Millwall F.C. y el Dulwich Hamlet F.C. Sin embargo, abandonó los deportes a los quince años luego de sufrir una severa lesión de rodilla que lo alejó de las canchas y frustró una posible carrera como futbolista profesional.
En 2007, Abdi se graduó con una licenciatura en humanidades de la Universidad Thames Valley.

## Carrera como comediante
Abdi inició su vida laboral como docente de básica primaria, impartiendo clases en institutos de Brixton y Kilburn. En su tiempo libre realizaba recitales de comedia de forma gratuita para irse abriendo camino en el mundo de la comedia en vivo. Eventualmente obtuvo un empleo de medio tiempo en B&Q, donde trabajó durante diez años, y dejó la enseñanza primara para dedicarse completamente a su nueva carrera como humorista.
Para 2008, Abdi era el único somalí viviendo de la comedia en vivo en el Reino Unido.
Desde entonces se ha presentado en importantes clubes y eventos de comedia en el Reino Unido, incluyendo el Hackney Empire, el Festival de Edimburgo (2007), el Trafalgar Square, el Jongleurs, The Comedy Store, el Banana Cabaret, el Belfast Empire (Irlanda del Norte), el Up-The-Creek, Headliners, The Broadway Theatre, Hounslow Theatre, The Glee Club (Birmingham), el Palacio de Alejandro, el Rise Festival y el Jive Cape Town Funny Festival.
Internacionalmente, Abdi se ha presentado en Canadá, los Estados Unidos, los Países Bajos, Irlanda del Norte, Kenia y Turquía. Ha compartido escenario con destacados comediantes como Jack Whitehall, Dave Chappelle, Stephen K. Amos y Reginald D. Hunter. Adicionalmente ha realizado giras con otros comediantes musulmanes. En julio de 2008 se presentó en la exhibición Islam Expo en Olympia, Londres. En julio de 2011 salió de gira por cuatro ciudades británicas en el marco de la primera gira de comedia musulmana Peace Youth and Community Trust (PYCT), junto con Jeff Mirza, Humza Arshad y Nabil Abdul Rashid.
En 2013 realizó una gran cantidad de presentaciones durante un mes en el Festival de Comedia de Cape Town. Acto seguido participó en la gira mensual Laughter Factory en el mundo árabe, que dio inicio en la plaza Crowne de Abu Dabi y luego se trasladó a Dubái y Doha. En julio de 2015, se presentó en un especial de la festividad religiosa Eid al-Fitr en The Comedy Store de Londres.
En junio de 2015, Abdi grabó un cortometraje titulado My First Fast como parte de la serie British Muslim Comedy, compuesta por cinco cortos realizados por comediantes musulmanes para la BBC para ser publicados para BBC iPlayer. Abdi usó flashbacks y detalles de la época para recordar las pruebas de su primer ayuno en su infancia a la edad de siete años.
En enero de 2016 actuó en la quinta edición del festival de comedia Arabs Are Not Funny en Londres. También se ha presentado en eventos de la comunidad somalí.

## Carrera en televisión
Abdi ha escrito y protagonizado sus propios sketchs de comedia para la BBC, Comedy Central e ITV, y también ha actuado en series dramáticas y de humor. Figuró en The World Stands Up de Comedy Central, Laughter Shock de la BBC y FHM Stand Up Hero y Show Me The Funny de ITV. Otros de sus créditos televisivos incluyen programas como The Wall, Channel 4 Presents, The Jason Lewis Experience, Diary of a Bad Man y Laughing Stock.
En julio de 2011, Abdi registró una aparición en el programa de telerrealidad de ITV Show Me The Funny. Después de estar entre los dos últimos comediantes por segunda semana consecutiva, se convirtió en el segundo concursante en ser expulsado, según lo decidido por los jueces Alan Davies, Kate Copstick y Bob Mortimer.

## Estilo de comedia y recepción
El estilo de comedia de Abdi ha sido descrito como "original, confidente, fresco y pegajoso". Algunas reseñas enfatizan en su capacidad para conectarse con su audiencia.
Sus diversas temáticas abarcan desde su dura infancia en Somalia, su adolescencia en Brixton como un joven africano y observaciones de la vida cotidiana, entre otras.

## Premios y reconocimientos
En 2007, Abdi ganó la competencia Your Comedy Star en el Festival Edinburgh Fringe. También fue nominado en la categoría de mejor novato en los Premios Black Entertainment Comedy, y logró la tercera posición en los Premios Revels Chortle Student Comedy.
En 2011 se quedó con el segundo lugar en la tradicional competencia Hackney Empire New Act of the Year.

## Filmografía destacada

### Cine y televisión
| Año  | Título               | Notas               |
| ---- | -------------------- | ------------------- |
| 2019 | Mogadishu, Minnesota | Telefilme           |
| 2010 | Diary of a Badman    | Cortometraje        |
| 2010 | Stand Up Hero        | Serie de televisión |
| 2010 | Laughter Shock       | Telefilme           |